# Brakująca energia
Brakująca energia – wielkość fizyczna używana w eksperymentalnej fizyce wysokich energii, określająca energię, która nie jest rejestrowana przez detektor cząstek elementarnych, ale oczekuje się, że była ona obecna w zarejestrowanym przypadku, ze względu na pogwałcenie pewnych zasad zachowania, takich jak zasada zachowania energii lub zasada zachowania pędu.
Przez brakującą energię rozumie się zwykle energię uniesioną przez nierejestrowalne w normalnych detektorach cząstki (jak neutrina lub cząstki dotychczas nieodkryte) lub cząstki niezarejestrowane (np. za względu na niedoskonałości detektora). W rzeczywistym eksperymencie do brakującej energii wkład wnoszą również błędy pomiaru energii poszczególnych cząstek.
W akceleratorach hadronowych zwykle rozważa się brakującą energię poprzeczną, czyli brakującą energię w kierunku prostopadłym do kierunku wiązki. Może ona być wyznaczona z tego, że całkowita energia poprzeczna przed zderzeniem była równa zero (za to całkowita energia cząstek przed zderzeniem nie jest znana, gdyż w zderzeniu uczestniczą partony zawarte w hadronach).